# Women Management
Women Management est une agence de mannequins ne représentant que des femmes, avec 3 agences, à New York, Paris et Milan et exploitée par la société éponyme.

## Son activité
Depuis sa création, l'agence Women Management ne représente que des femmes de plus de 16 ans. Ces mannequins participent à plusieurs types d'événements parisiens et internationaux :
- Les défilés (janvier - mars - juillet - octobre) ;
- Campagnes de grands couturiers et parfumeurs ;
- Collaborations avec des magazines de mode, tels que Vogue ;
- Collaborations avec des photographes internationaux[Lesquels ?].

## Mannequins
Quelques mannequins de l'agence de Paris :
- Frida Aasen
- Mariacarla Boscono
- Shannan Click (en)
- Cara Delevingne
- Jourdan Dunn
- Selita Ebanks
- Anna Ewers
- Isabeli Fontana
- Toni Garrn
- Izabel Goulart
- Daphne Groeneveld
- Héloïse Guérin (en)
- Jessica Hart
- Bregje Heinen (en)
- Katarina Ivanovska
- Hana Jirickova
- Carmen Kass
- Zoë Kravitz
- Yumi Lambert
- Ginta Lapina (en)
- Angela Lindvall
- Mirte Maas (it)
- Heather Marks
- Jennifer Messelier
- Snejana Onopka
- Bojana Panic
- Louise Pedersen (da)
- Natasha Poly
- Anais Pouliot (en)[2]
- Behati Prinsloo
- Crystal Renn
- Lais Ribeiro
- Vlada Roslyakova
- Sara Sampaio
- Anna Selezneva
- Julia Stegner
- Iselin Steiro (en)
- Daria Strokous (en)
- Iris Strubegger
- Kasia Struss
- Fei Fei Sun
- Lea T
- Eugenia Volodina
- Valentina Zelyaeva (it)